# Hlava lvice
Hlava lvice, též zvaná Hlava lvice požírající hada či pouze Lví hlava, je litinová plastika usazená od roku 1859 ve skále nad Slovenskou ulicí v sousedství bývalé dolní stanice lanové dráhy k hotelu Imperial v Karlových Varech. Autorem je německý sochař August Kiss.

## Historie
Plastika byla slavnostně odhalena 17. září 1859 jižně od centra lázní na tehdejších Dorotiných nivách v tehdejší Marienbadergasse (dnes Slovenské ulici); tyto nivy od konce 18. století patřívaly v Karlových Varech k nejoblíbenějším procházkám lázeňských hostů.
Autorem i donátorem plastiky byl německý sochař profesor August Kiss (1802–1865). Býval v Karlových Varech pravidelným lázeňským hostem; v letech 1855 až 1864 navštívil město desetkrát. Místní prameny mu pravděpodobně natolik pomohly, že se rozhodl dílo městu věnovat.

## Popis
Menší litinová reliéfní plastika hlavy lvice zakusující hada je usazena ve skalním masivu přibližně pět metrů nad zemí. Pod ní je na malé destičce nápis v německém jazyce „In dankbarer Erinnerung von Kiss aus Berlin. 1859“, česky „S vděčnou vzpomínkou od Kisse z Berlína. 1859.“
Plastika znázorňuje boj mezi šlechetností a záludností, event. podle jiného vysvětlení symbolizuje zdraví překonávající nemoc, případně jde o symbol zdraví a již pokořené nemoci.